# Derby van Palma
De Derby van Palma (Catalaans: derbi palmesà, Spaans: derbi palmesano) is de rivaliteit tussen RCD Mallorca en CD Atlético Baleares, de belangrijkste voetbalclubs gevestigd in Palma (Mallorca, Balearen, Spanje).

## Geschiedenis
Beide clubs zijn veruit de oudste in Palma, de hoofdstad van de Balearen (de andere clubs werden opgericht vanaf de jaren zestig). RCD Mallorca en CD Atlético Baleares kennen sinds de jaren twintig een intense rivaliteit als gevolg van de sociale, economische en politieke verschillen tussen hun oprichters. Terwijl RCD Mallorca (toen nog Real Sociedad Alfonso XIII FC genoemd naar koning Alfons XIII van Spanje) werd geleid door de lokale hogere klasse, voorstanders van de Spaanse staat, stond CD Atlético Baleares (toen nog Baleares FC genoemd) bekend als de club van de lokale arbeidersklasse en de Republikeinen. Tegenwoordig zijn deze kenmerken verwaterd en lijken de supportersgroepen meer op elkaar, maar het fundamentele karakter is nog steeds sterk aanwezig bij het definiëren van de rivaliteit tussen de fans.
De rivaliteit is op straatniveau nog steeds springlevend, ondanks dat vanaf de jaren zestig -en vooral sinds de jaren tachtig- de clubs op verschillende niveaus speelden. Mallorca werd aanzienlijk sterker en speelde vaak in de Primera en Segunda Division, terwijl Atlético Baleares alleen maar uitkwam in de Segunda División B en de Tercera División.
De eerste editie van de derby van Palma vond plaats op 13 maart 1921 tussen het tweede team van Alfonso XIII en het eerste van Baleares in het stadion Camp de Bons Aires, thuishaven van Alfonso XIII. De wedstrijd eindigde voor het laatste fluitsignaal vanwege een gevecht tussen de spelers en fans van beide clubs, toen Alfonso XIII met 2-1 voorstond.
De rivaliteit is al ruim een eeuw aanwezig, ondanks de vele naamveranderingen van de club. RCD Mallorca heeft bekend gestaan als RS Alfonso XIII FC (1916-1931), CD Mallorca (1931-1949) en RCD Mallorca (sinds 1949). CD Atlético Baleares, aan de andere kant, heette Baleares FC (1920-1942), CD Atlético-Baleares (1942-1943) en CD Atlético Baleares (sinds 1943). Deze laatste club wordt CE Atlètic Balears in het lokale dialect van het Catalaans genoemd.
Een tijd lang was er een derde club die meedeed aan de rivaliteit op eilandniveau: CE Constància uit de naburige stad Inca (vooral tot de jaren zestig). Op de andere eilanden van de Balearen waren de belangrijkste rivalen SD Ibiza (uit Ibiza, de hoofdstad van de Pityusen) en UD Mahón (uit Mahón, de hoofdstad van Menorca). De eerder genoemde verbetering in resultaten die RCD Mallorca vanaf de jaren zestig beleefde, bracht al deze andere rivaliteiten tot een minimum terug, behalve die met Atlético Baleares.
De laatste derby werd afgewerkt in 2018 in de Segunda División B en zorgde voor grote opwinding, waarmee duidelijk werd dat de rivaliteit nog steeds springlevend is.

## Competitiewedstrijden
Alleen wedstrijden tussen eerste teams worden vermeld. Daarom zijn de confrontaties van Atlético Baleares tegen de reserveteams van RCD Mallorca (vroeger Mallorca Atlético en momenteel RCD Mallorca B) niet inbegrepen.
| Seizoen | Categorie                       | Stadion | Thuisteam | Score | Uitteam | Opmerkingen |
| ------- | ------------------------------- | --- | --- | --- | --- | --- |
| 1923–24 | Campeonato Regional de Mallorca | Bons Aires | RS Alfonso XIII FC | 4 – 1 | Baleares FC | — |
| 1923–24 | Campeonato Regional de Mallorca | Son Canals | Baleares FC | 0 – 1 | RS Alfonso XIII FC | — |
| 1924–25 | Campeonato Regional de Mallorca | Bons Aires | RS Alfonso XIII FC | 1 – 0 | Baleares FC | — |
| 1924–25 | Campeonato Regional de Mallorca | Son Canals | Baleares FC | 2 – 0 | RS Alfonso XIII FC | — |
| 1925–26 | Campeonato Regional de Mallorca | Son Canals | Baleares FC | 1 – 2 | RS Alfonso XIII FC | — |
| 1925–26 | Campeonato Regional de Mallorca | Bons Aires | RS Alfonso XIII FC | — | Baleares FC | Niet gespeeld nadat Baleares FC de lokale voetbalbond verliet.                                                                       |
| 1926–27 | Campeonato Regional de Mallorca | Son Canals | Baleares FC | 0 – 1 | RS Alfonso XIII FC | — |
| 1926–27 | Campeonato Regional de Mallorca | Bons Aires | RS Alfonso XIII FC | 3 – 0 | Baleares FC | — |
| 1927–28 | Campeonato Regional de Mallorca | Niet gespeeld, omdat de competitie werd gesplitst voor het begin van het seizoen. RS Alfonso XIII FC ging uit de lokale voetbalbond. | Niet gespeeld, omdat de competitie werd gesplitst voor het begin van het seizoen. RS Alfonso XIII FC ging uit de lokale voetbalbond. | Niet gespeeld, omdat de competitie werd gesplitst voor het begin van het seizoen. RS Alfonso XIII FC ging uit de lokale voetbalbond. | Niet gespeeld, omdat de competitie werd gesplitst voor het begin van het seizoen. RS Alfonso XIII FC ging uit de lokale voetbalbond. | Niet gespeeld, omdat de competitie werd gesplitst voor het begin van het seizoen. RS Alfonso XIII FC ging uit de lokale voetbalbond. |
| 1928–29 | Campeonato Regional de Mallorca | Son Canals | Baleares FC | 2 – 3 | RS Alfonso XIII FC | — |
| 1928–29 | Campeonato Regional de Mallorca | Bons Aires | RS Alfonso XIII FC | 2 – 0 | Baleares FC | — |
| 1929–30 | Campeonato Regional de Mallorca | Son Canals | Baleares FC | 0 – 4 | RS Alfonso XIII FC | — |
| 1929–30 | Campeonato Regional de Mallorca | Bons Aires | RS Alfonso XIII FC | 4 – 1 | Baleares FC | — |
| 1930–31 | Campeonato Regional de Mallorca | Bons Aires | RS Alfonso XIII FC | 2 – 0 | Baleares FC | — |
| 1930–31 | Campeonato Regional de Mallorca | Son Canals | Baleares FC | 1 – 0 | RS Alfonso XIII FC | — |
| 1931–32 | Campeonato Regional de Mallorca | Bons Aires | CD Mallorca | 1 – 1 | Baleares FC | — |
| 1931–32 | Campeonato Regional de Mallorca | Son Canals | Baleares FC | 2 – 1 | CD Mallorca | — |
| 1932–33 | Campeonato Regional de Mallorca | Bons Aires | CD Mallorca | 4 – 1 | Baleares FC | — |
| 1932–33 | Campeonato Regional de Mallorca | Son Canals | Baleares FC | 1 – 1 | CD Mallorca | — |
| 1933–34 | Campeonato Regional de Mallorca | Son Canals | Baleares FC | 1 – 0 | CD Mallorca | — |
| 1933–34 | Campeonato Regional de Mallorca | Bons Aires | CD Mallorca | 1 – 1 | Baleares FC | — |
| 1934–35 | Campeonato Regional de Mallorca | Son Canals | Baleares FC | 2 – 0 | CD Mallorca | — |
| 1934–35 | Campeonato Regional de Mallorca | Bons Aires | CD Mallorca | 0 – 2 | Baleares FC | — |
| 1935–36 | Campeonato Regional de Mallorca | Bons Aires | CD Mallorca | 2 – 2 | Baleares FC | — |
| 1935–36 | Campeonato Regional de Mallorca | Son Canals | Baleares FC | 1 – 0 | CD Mallorca | — |
| 1936–37 | Campeonato Regional de Mallorca | Bons Aires | CD Mallorca | 7 – 1 | Baleares FC | — |
| 1936–37 | Campeonato Regional de Mallorca | Son Canals | Baleares FC | 2 – 4 | CD Mallorca | — |
| 1937–38 | Campeonato Regional de Mallorca | Bons Aires | CD Mallorca | 2 – 1 | Baleares FC | — |
| 1937–38 | Campeonato Regional de Mallorca | Son Canals | Baleares FC | 1 – 1 | CD Mallorca | — |
| 1938–39 | Campeonato Regional de Mallorca | CD Mallorca nam geen deel aan de competitie omdat veel spelers meevochten in de Spaanse Burgeroorlog.                                | CD Mallorca nam geen deel aan de competitie omdat veel spelers meevochten in de Spaanse Burgeroorlog.                                | CD Mallorca nam geen deel aan de competitie omdat veel spelers meevochten in de Spaanse Burgeroorlog.                                | CD Mallorca nam geen deel aan de competitie omdat veel spelers meevochten in de Spaanse Burgeroorlog.                                | CD Mallorca nam geen deel aan de competitie omdat veel spelers meevochten in de Spaanse Burgeroorlog.                                |
| 1939–40 | Campeonato Regional de Mallorca | Son Canals | Baleares FC | 2 – 4 | CD Mallorca | — |
| 1939–40 | Campeonato Regional de Mallorca | Bons Aires | CD Mallorca | 3 – 0 | Baleares FC | — |
| 1940–41 | Primera Regional de Mallorca    | Bons Aires | CD Mallorca | 2 – 1 | Baleares FC | — |
| 1940–41 | Primera Regional de Mallorca    | Son Canals | Baleares FC | 1 – 3 | CD Mallorca | — |
| 1941–42 | Primera Regional de Mallorca    | Son Canals | Baleares FC | 2 – 3 | CD Mallorca | — |
| 1941–42 | Primera Regional de Mallorca    | Bons Aires | CD Mallorca | 1 – 0 | Baleares FC | — |
| 1942–43 | Primera Regional de Mallorca    | Son Canals | At. Baleares | 3 – 3 | CD Mallorca | — |
| 1942–43 | Primera Regional de Mallorca    | Bons Aires | CD Mallorca | 6 – 1 | At. Baleares | — |
| 1943–44 | Tercera División, groep IV      | Bons Aires | CD Mallorca | 1 – 1 | At. Baleares | — |
| 1943–44 | Tercera División, groep IV      | Son Canals | At. Baleares | 0 – 2 | CD Mallorca | — |
| 1948–49 | Tercera División, groep III     | Es Fortí | CD Mallorca | 2 – 1 | At. Baleares | — |
| 1948–49 | Tercera División, groep III     | Son Canals | At. Baleares | 2 – 0 | CD Mallorca | — |
| 1951–52 | Segunda División, groep II      | Son Canals | At. Baleares | 0 – 2 | RCD Mallorca | — |
| 1951–52 | Segunda División, groep II      | Es Fortí | RCD Mallorca | 2 – 0 | At. Baleares | — |
| 1952–53 | Segunda División, groep II      | Es Fortí | RCD Mallorca | 1 – 1 | At. Baleares | — |
| 1952–53 | Segunda División, groep II      | Son Canals | At. Baleares | 1 – 1 | RCD Mallorca | — |
| 1954–55 | Tercera División, groep VIII    | Es Fortí | RCD Mallorca | 3 – 2 | At. Baleares | — |
| 1954–55 | Tercera División, groep VIII    | Son Canals | At. Baleares | 1 – 2 | RCD Mallorca | — |
| 1955–56 | Tercera División, groep VIII    | Son Canals | At. Baleares | 3 – 2 | RCD Mallorca | — |
| 1955–56 | Tercera División, groep VIII    | Lluís Sitjar | RCD Mallorca | 2 – 2 | At. Baleares | — |
| 1956–57 | Tercera División, groep VIII    | Lluís Sitjar | RCD Mallorca | 1 – 1 | At. Baleares | — |
| 1956–57 | Tercera División, groep VIII    | Son Canals | At. Baleares | 0 – 3 | RCD Mallorca | — |
| 1957–58 | Tercera División, groep VIII    | Son Canals | At. Baleares | 1 – 2 | RCD Mallorca | — |
| 1957–58 | Tercera División, groep VIII    | Lluís Sitjar | RCD Mallorca | 1 – 1 | At. Baleares | — |
| 1958–59 | Tercera División, groep VIII    | Lluís Sitjar | RCD Mallorca | 1 – 0 | At. Baleares | — |
| 1958–59 | Tercera División, groep VIII    | Son Canals | At. Baleares | 0 – 0 | RCD Mallorca | — |
| 1975–76 | Tercera División, groep III     | Estadi Balear | At. Baleares | 3 – 1 | RCD Mallorca | — |
| 1975–76 | Tercera División, groep III     | Lluís Sitjar | RCD Mallorca | 0 – 0 | At. Baleares | — |
| 1976–77 | Tercera División, groep III     | Estadi Balear | At. Baleares | 2 – 0 | RCD Mallorca | — |
| 1976–77 | Tercera División, groep III     | Lluís Sitjar | RCD Mallorca | 1 – 1 | At. Baleares | — |
| 1977–78 | Segunda División B, groep II    | Estadi Balear | At. Baleares | 2 – 1 | RCD Mallorca | — |
| 1977–78 | Segunda División B, groep II    | Lluís Sitjar | RCD Mallorca | 1 – 0 | At. Baleares | — |
| 1978–79 | Tercera División, groep V       | Estadi Balear | At. Baleares | 0 – 0 | RCD Mallorca | — |
| 1978–79 | Tercera División, groep V       | Lluís Sitjar | RCD Mallorca | 2 – 1 | At. Baleares | — |
| 1979–80 | Tercera División, groep VIII    | Estadi Balear | At. Baleares | 0 – 2 | CD Mallorca | — |
| 1979–80 | Tercera División, groep VIII    | Lluís Sitjar | RCD Mallorca | 1 – 1 | At. Baleares | — |
| 2017–18 | Segunda División B, groep III   | Son Malferit | At. Baleares | 0 – 0 | RCD Mallorca | — |
| 2017–18 | Segunda División B, groep III   | Son Moix | RCD Mallorca | 3 – 2 | At. Baleares | — |

## Copa del Rey
Alleen wedstrijden tussen eerste teams worden vermeld. Daarom zijn de confrontaties van Atlético Baleares tegen de reserveteams van RCD Mallorca (vroeger Mallorca Atlético en momenteel RCD Mallorca B) niet inbegrepen.
| Seizoen   | Stadion       | Ronde        | Thuisteam    | Score | Uitteam      | Opmerkingen      |
| --------- | ------------- | ------------ | ------------ | ----- | ------------ | ---------------- |
| 1948-1949 | Es Fortí      | 1e ronde     | CD Mallorca  | 1 – 0 | At. Baleares | Enkele wedstrijd |
| 1986-1987 | Estadi Balear | Ronde van 32 | At. Baleares | 2 – 4 | RCD Mallorca | Enkele wedstrijd |

## Andere toernooien
Alleen wedstrijden tussen eerste teams worden vermeld. Daarom zijn de confrontaties van Atlético Baleares tegen de reserveteams van RCD Mallorca (vroeger Mallorca Atlético en momenteel RCD Mallorca B) niet inbegrepen.
| Seizoen | Toernooi                        | Stadion         | Ronde        | Thuisteam          | Score     | Uitteam      | Opmerkingen                                           |
| ------- | ------------------------------- | --------------- | ------------ | ------------------ | --------- | ------------ | ----------------------------------------------------- |
| 1921    | Copa Ayuntamiento de Palma      | Bons Aires      | Enkele ronde | RS Alfonso XIII FC | 4 – 0     | Baleares FC  | Competitie georganiseerd door de stadsraad            |
| 1933–34 | Copa Presidente de la República | Son Canals      | —            | Baleares FC        | 1 – 3     | CD Mallorca  | —                                                     |
| 1933–34 | Copa Presidente de la República | Bons Aires      | —            | CD Mallorca        | 4 – 0     | Baleares FC  | —                                                     |
| 1934–35 | Copa Presidente de la República | Bons Aires      | —            | CD Mallorca        | 1 – 1     | Baleares FC  | —                                                     |
| 1934–35 | Copa Presidente de la República | Son Canals      | —            | Baleares FC        | 3 – 3     | CD Mallorca  | —                                                     |
| 1935–36 | Copa Presidente de la República | Son Canals      | —            | Baleares FC        | 0 – 0     | CD Mallorca  | —                                                     |
| 1935–36 | Copa Presidente de la República | Bons Aires      | —            | CD Mallorca        | 1 – 1     | Baleares FC  | —                                                     |
| 1937–38 | Liga Mallorca                   | Son Canals      | —            | Baleares FC        | 0 – 6     | CD Mallorca  | —                                                     |
| 1937–38 | Liga Mallorca                   | Bons Aires      | —            | CD Mallorca        | —         | Baleares FC  | Niet gespeeld na vertrek CD Mallorca uit het toernooi |
| 1939–40 | Liga Mallorca                   | Bons Aires      | —            | CD Mallorca        | 1 – 1     | Baleares FC  | —                                                     |
| 1939–40 | Liga Mallorca                   | Son Canals      | —            | Baleares FC        | 1 – 5     | CD Mallorca  | —                                                     |
| 1940–41 | Liga Mallorca                   | Son Canals      | —            | Baleares FC        | 0 – 6     | CD Mallorca  | —                                                     |
| 1940–41 | Liga Mallorca                   | Bons Aires      | —            | CD Mallorca        | 5 – 1     | Baleares FC  | —                                                     |
| 1952–53 | Copa RFEF                       | Es Fortí        | 2e ronde     | RCD Mallorca       | 4 – 2     | Baleares FC  | —                                                     |
| 1952–53 | Copa RFEF                       | Son Canals      | 2e ronde     | Baleares FC        | 1 – 1     | RCD Mallorca | —                                                     |
| 1971    | Trofeu Nicolau Brondo           | Estadi Balear   | Enkele ronde | At. Baleares       | 0 – 1     | RCD Mallorca | —                                                     |
| 1972    | Trofeu Nicolau Brondo           | Estadi Balear   | Enkele ronde | At. Baleares       | 1 – 4     | RCD Mallorca | —                                                     |
| 1984    | Trofeu Nicolau Brondo           | Estadi Balear   | Enkele ronde | At. Baleares       | 0 – 1     | RCD Mallorca | —                                                     |
| 1985    | Trofeu Nicolau Brondo           | Estadi Balear   | Enkele ronde | At. Baleares       | 1 – 2     | RCD Mallorca | —                                                     |
| 1993    | Vriendschappelijke wedstrijd    | Estadi Balear   | Enkele ronde | At. Baleares       | 0 – 6     | RCD Mallorca | Viering 50 jaar sinds fusie CD Atlético Baleares      |
| 1994    | Trofeu Nicolau Brondo           | Estadi Balear   | Enkele ronde | At. Baleares       | 1 – 1 (*) | RCD Mallorca | —                                                     |
| 2008    | Trofeu Illes Balears            | Bintaufa, Mahón | Halve finale | RCD Mallorca       | 4 – 2     | At. Baleares | —                                                     |

(*) RCD Mallorca won na strafschoppen.